# Organización Campesina CNC
Organización Campesina CNC es una localidad del municipio de Huimanguillo ubicado en la subregión de la Chontalpa del estado mexicano de Tabasco.

## Geografía
La localidad de Organización Campesina CNC se sitúa en las coordenadas geográficas 17°46′10″N 93°55′28″O / 17.769444, -93.924444, a una elevación de 21 metros sobre el nivel del mar.

## Demografía
Según el Conteo de Población y Vivienda 2020, efectuado por el Instituto Nacional de Estadística y Geografía, la localidad de Organización Campesina CNC tiene 62 habitantes, de los cuales 33 son del sexo masculino y 29 del sexo femenino. Su tasa de fecundidad es de 2.96 hijos por mujer y tiene 18 viviendas particulares habitadas.
| Gráfica de evolución demográfica de Organización Campesina CNC entre 1990 y 2020 |
|                                                                                  |
| INEGI.                                                                           |